# Тринадцятий поверх
«Тринадцятий поверх» (англ. The Thirteenth Floor) — німецько-американський науково-фантастичний трилер 1999 року режисера Джозефа Руснака і продюсера Роланда Еммеріха. Події фільму розгортаються в американському місті Лос-Анджелес у 1937, 1990 і 2024 роках.
Фільм — вільна екранізація науково-фантастичного роману 1964 року американського письменника Денієла Ф. Галує «Симулякрон-3», а також римейк фільму Райнера Вернера Фассбіндера «Світ на дроті» 1973 року, який у свою чергу також є екранізацією «Симулякрон-3».
У 2000 році фільм номіновано на премію Сатурн у категорії найліпший науково-фантастичний фільм 1999 року, проте перевагу віддано фільму Матриця.

## У ролях
- Крейг Бірко — Джон Фергюсон (1937), Дуглас Гол (1990) і Девід (2024)
- Армін Мюллер-Шталь — Грірсон (1937) і Генон Фулер (1990)
- Ґретчен Мол — Наташа Молінаро (1990) і Джейн Фулер (2024)
- Вінсент Д'Онофріо — як Джері Ештон (1937) і Джейсон Вітні (1990)
- Денніс Гейсберт — детектив Ларі Мак-Бейн
- Стивен Шаб — детектив Зів Бернштейн
- Ширі Епплбі — Бріджит Манілла
- Леон Рипі — адвокат Джейн
- Риф Гатон — Джо
- Джанет Мак-Лахлан — Елен
- Елісон Ломан — дівчина (1937)

## Сюжет
Генон Фулер, власник багатої компанії, що спеціалізується на розробці програмного забезпечення, працює разом із своїм заступником Дугласом Голом над точною віртуальною копією Лос-Анджелеса 1937 року. Він сам заходить до створеної реальності й перевіряє її дієвість. Там він виявляє щось дуже тривожне й залишає повідомлення про це своєму колезі Дугласу незадовго до вбивства.
За справу береться детектив поліції Лос-Анджелеса Лари Мак-Бейн. Основним підозрюваним є Дуглас, котрому незадовго до своєї смерті Фулер передав справу. Гол сам починає сумніватися в обставинах смерті, знайшовши дивні сліди. Крім того, він не може пригадати, що він робив у той день, коли вбито Фулера. Він зустрічається з Джейн Фулер, дочкою Ганона, якої до того не знав, хоча довго працював із Фулером і вони були близькими друзями. Дуглас сходиться з Джейн, вона каже йому, що її батько зв'язався з нею, щоб вона прийшла й допомогла йому закрити компанію. Гол здивований — про щось таке він до цього не знав.
З'являється людина, котра сповіщає поліцію, що бачила Гола з Фулером тієї ночі, коли його вбито. Дугласа заарештовують і звільняють після того, як Джейн підтвердила його алібі. Він вважає, що Фулер намагався попередити його, й переходить до робленої реальності в 1937 рік, щоб шукати повідомлення. Він з'являється тут у вигляді Джона Фергюсона. Лист, як він дізнається, Фулер дав барменові Джери Ештону. Він прочитав його і знайшов настільки шокові факти, що згодом вирушив перевірити, чи його реальність є справжньою. Керуючись інструкціями у листі, спустошений і розчарований Аштон Гол зазнає нападу, його намагаються вбити. Дугласові в останню хвилину вдається втекти з реальності 1937 року. Врятував його друг і колега Джейсон Витні.
Дуглас намагається знайти Джейн, котра зникла, й дізнається, що її двійник, Наташа Молинаро працює продавчинею. Наташа не впізнала його, але Дуглас їй знайомий. Про деякі обставини дізнається детектив Мак-Бейн, що весь час іде по Голових слідах. Гол виконує експеримент, котрий йому описав у своєму посланні Фулер;— і також знаходить сумну річ: Лос-Анджелес 1990 року це також віртуальна реальність. Джейн Фулер вертається у 1990 рік і вирішує зіграти роль: узяли під свій контроль компанію свого батька; Гол прийшов до висновку що в реальності 1937 Дугласа Гола змоделював її чоловік Девид. Джейн Дуглас закохалася у віртуального Гола, бо спостерігала за ним якийсь час і помітила, що він добрий і чесний. Це не пройшло повз Девидову увагу, що зумів увійти в Голову фізичну форму і скоїти вбивство.
Джейсона Витні, що ввійшов у 1937 рік у ролі Джери Ештона, викрадено в багажнику автомобіля Джона Фергюсона. Коли поліція перевіряє авто, він випадково гине (заступив дорогу до вантажівки) а про тіло Витні в 1990 році дізнається Ештон. Джері Ештон слідкує за цим у «технічному» часі. Він зустрічається з Голом і хоче бачити машину, комп'ютер, котрий його створив. Дуглас Гол бере його на тринадцятий поверх, де міститься апарат. У Голове тіло ввійшов Девід і застрелив Джері Ештона. Він намагається вбити Джейн, але її рятує детектив Мак-Бейн. Офіцер просить Джейн вирушити туди, звідки він прийшов і кинути їх тут. Це означало, що він також усвідомлює свою «роль» і природу навколишнього середовища в 1990 році.
Девідова смерть у Головім тілі в 1990 році дозволила Головій свідомості взяти контроль над Девидовим тілом у 2024 році. Тут Гол знаходить Джейн та її батька в футуристичному спортивному Лос-Анджелесі. Фільм закінчується в мить, коли на екрані телевізора випливає фінальна сцена з «гепі-ендом» (щасливим кінцем).

## Цитати
«Кажуть, що незнання це благо. Уперше в моєму житті я повинен погодитися з цим. Шкода, що я ніколи не дізнаюся правду. Я впевнений, що ви обов'язково знайдете її, і це значитиме, що мені треба буде замовкнути». (Вступ у листі Генона Фулера)